# Paul-Louis Couchoud
Paul-Louis Couchoud (Vienne, 6 giugno 1879 – Vienne, 8 aprile 1959) è stato un filosofo, medico e scrittore francese, negatore dell'esistenza storica di Gesù e successivamente convertitosi al cattolicesimo dopo l'incontro con la mistica Marthe Robin.

## Biografia
Couchoud studiò filosofia all’École normale supérieure e nel 1901 conseguì l'agrégation in filosofia. Nel 1902 pubblicò un libro su Spinoza. In seguito ottenne una borsa di studio dal banchiere Albert Kahn, con cui poté soggiornare in Giappone dal settembre 1903 al maggio 1904. Appassionatosi alla cultura giapponese, nel 1905 compose insieme a due amici (lo scultore Albert Poncin e il pittore André Faure) diversi haiku in francese, raccolti nel volumetto Au fil de l'eau, pubblicato anonimo in tiratura limitata. Successivamente tradusse le liriche di alcuni poeti giapponesi tra cui Yosa Buson, pubblicandole nel 1906 nel volume Le haïkaï. Les Épigrammes lyriques du Japon.  
Nel 1905 Couchoud decise di studiare medicina dedicandosi alla psichiatria. Svolse il tirocinio all’ospedale psichiatrico Maison-Blanche sotto la guida del dottor Marc Trénet, che espresse su di lui un giudizio molto positivo. Couchoud si laureò in medicina nel 1911 con una tesi sull'astenia. Si recò una seconda volta in Asia, soggiornando in Giappone e in Cina, ricavando materiale per il libro Sages et poètes d'Asie. Nel 1912 Couchoud divenne direttore di una casa di cura a Saint-Cloud ed ebbe tra i suoi pazienti Anatole France (di cui divenne amico) e lo scultore Antoine Bourdelle, tramite cui conobbe la sua futura moglie (la cognata dello scultore). L'anno seguente divenne direttore della rivista Revue des sciences psychologiques-Psychologie, psychiatrie, psychologie sociale, méthodologie, che interruppe le pubblicazioni a seguito dello scoppio della prima guerra mondiale. Nel 1917 Couchoud divenne medico militare a Épernay. Durante questo periodo cominciò a dubitare dell'esistenza storica di Gesù, convinzione che maturò a seguito della lettura del libro Orpheus di Salomon Reinach e del libro La Religion di Alfred Loisy, di cui aveva ascoltato precedentemente una conferenza al Collège de France. Nel 1922 Couchoud divenne medico dell'Hôpital Cochin a Parigi. Interessatosi ai problemi religiosi, negli anni venti e negli anni trenta divenne curatore editoriale di opere sulla storia delle religioni.
Morì a 80 anni nel 1959.

## Pensiero
Couchoud divenne un assertore della teoria del mito di Gesù ed espose per la prima volta le sue idee in un articolo intitolato L'Énigme de Jésus e pubblicato nel marzo 1923 sulla rivista Mercure de France. Le tesi espresse nell’articolo furono sviluppate in un libro pubblicato dopo qualche mese con lo stesso titolo. Nel marzo 1924 Couchoud pubblicò sulla stessa rivista l'articolo Le mystère de Jésus,a cui seguì qualche mese dopo la pubblicazione di un libro con lo stesso titolo. In seguito pubblicò altri libri sull'argomento. 
Le tesi di Couchoud furono criticate da esegeti di diversa estrazione, come il gesuita Léonce de Grandmaison, il protestante Maurice Goguel, il cattolico scomunicato Alfred Loisy  e il razionalista Charles Guignebert. 
A queste critiche Couchoud rispose pubblicando nel 1937 il libro Jésus: le dieu fait homme, in cui sosteneva che "il Cristo", così come lo rappresenta la letteratura paolina, non è un'incarnazione di Yahweh, il dio di "sempre" del popolo ebraico, ma un nuovo dio che si integra nel pantheon dei "culti orientali".

## Opere principali
- Les grands philosophes. Benoît de Spinoza, Alcan, 1902
- Les Haïkaï. Les Épigrammes poétiques du Japon, 1906
- Sages et poètes d'Asie, Calmann-Lévy, 1916
- L'énigme de Jésus, Paris, Mercure de France, 1923
- Reconstitution et classement des lettres de saint Paul, Ernest Leroux, Paris, 1923
- Le mystère de Jésus, F. Rieder, 1924
- L'Apocalypse (introduction, traduction et notes), Rieder, Paris, 1930
- La sagesse juive : extrait des livres sapientiaux, Payot et Cie, Paris, peut-être 1930
- Préface au problème de Jésus, Firmin-Didot, Paris, 1933
- Jésus le dieu fait homme, F. Rieder, Paris, 1937
- Jésus, Dieu ou homme ?,  N.R.F., Paris, 1939
- Histoire de Jésus, Presses Universitaires de France, Paris, 1944